# Palais Coburg
Le palais Coburg est un palais viennois situé dans l'arrondissement Innere Stadt. Le bâtiment au style du néo-classicisme  repose sur les fondations de l'ancienne enceinte de Vienne ; il fut achevé en 1845

## Histoire

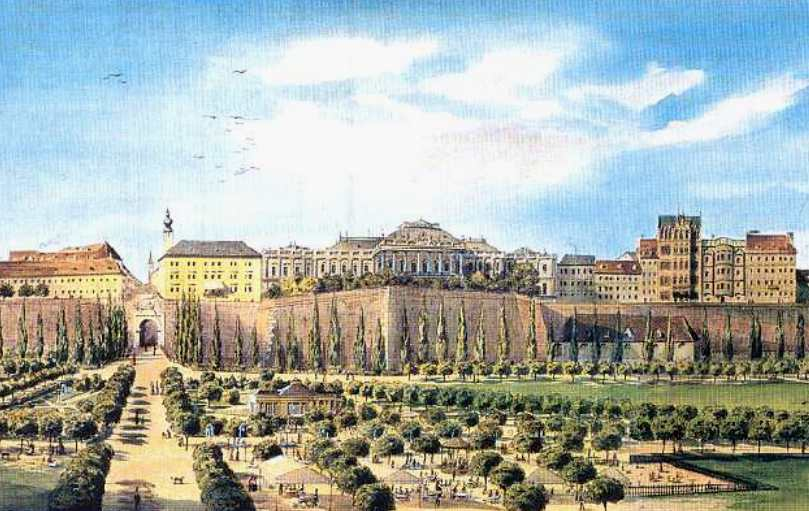
Vue du palais Coburg, XIXe siècle.

La conception originale de 1839 pour le prince Ferdinand de Saxe-Cobourg et Gotha (1785-1851), général de cavalerie de l’armée autrichienne, est de l'architecte Karl Schleps. Après sa mort précoce en 1840, le palais est achevé par le bâtisseur Adolf Korompay en cinq ans. Le terrain était devenu par le mariage de Ferdinand avec la princesse Antoinette de Koháry propriété de la famille Cobourg. Pour la construction on a recouru aux carrières de montagne de la Leitha qui fournit un calcaire de bonne texture (Kaiserstein) dont la dureté permet la confection de détail d'une grande finesse.
Le palais n'est pas occupé après l'achèvement jusqu'à la révolution de 1848. L'année suivante, Auguste de Saxe-Cobourg-Kohary (1818-1881), fils cadet de Ferdinand, et sa femme la princesse Clémentine d'Orléans (1817-1907) s'installent. Ils n'en habitent qu'une partie et louent le reste. Les pièces d'apparat du premier étage sont décorés des couleurs de la maison d'Orléans et du duché de Saxe-Cobourg et Gotha. La rangée des statues sur l'avant-corps a été terminée en 1864.

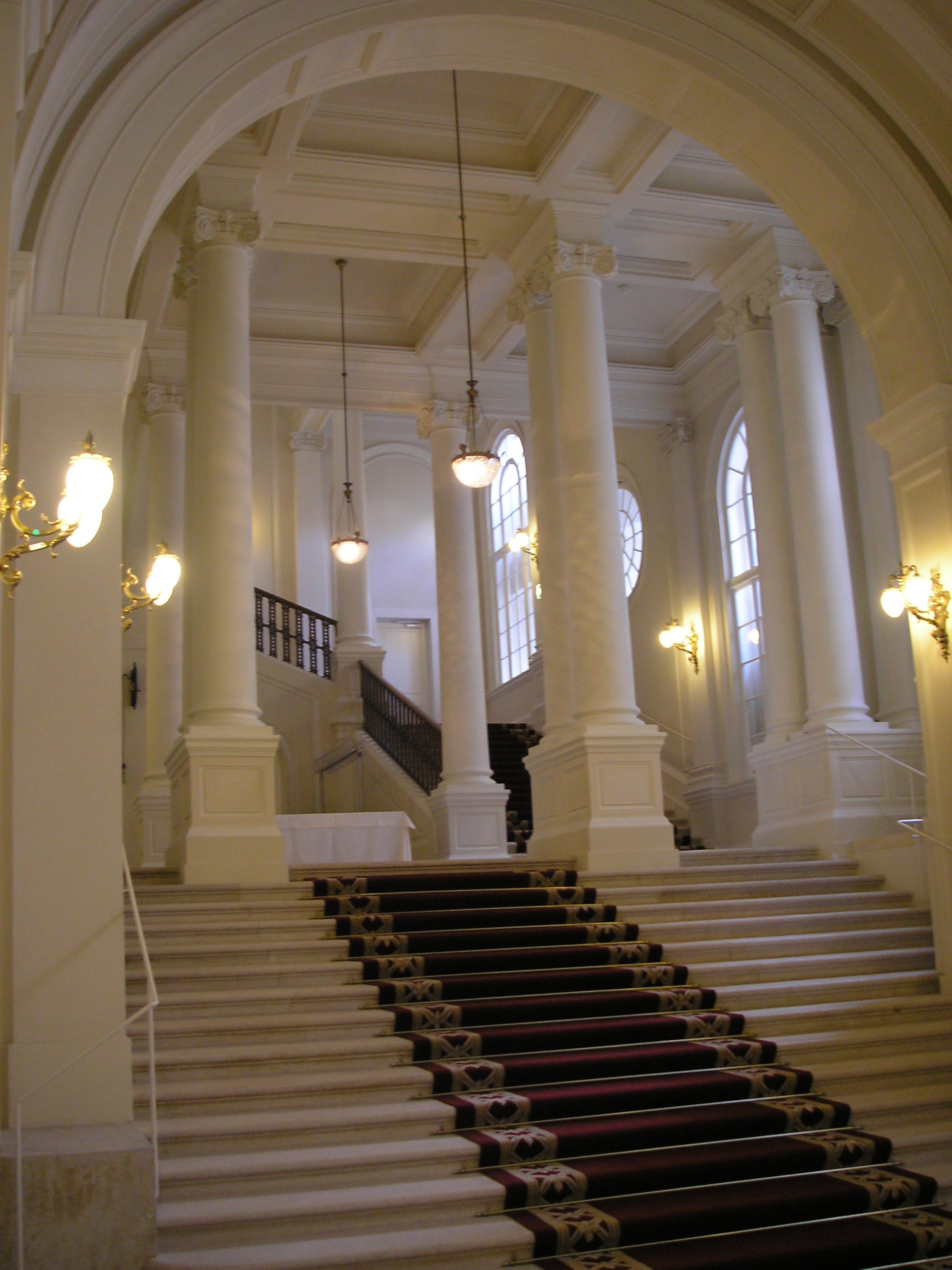
Cage d'escalier.

En 1945, durant la Seconde Guerre mondiale, les bombardements endommagent le bâtiment. Après la guerre jusqu'à la signature du traité d'État autrichien en 1955, les troupes d'occupation soviétique occupent le palais Coburg. Entre 1955 et 1997, deux étages sont loués aux Chemins de fer fédéraux autrichiens (ÖBB). La dernière propriétaire de la famille Cobourg est Sarah Aurelia Hálasz qui y vit jusqu'à sa mort en 1994, alors qu'elle vend le bâtiment en 1978 à des agents immobiliers. À la suite de la faillite du propriétaire, il est acquis par la Länderbank et revendu en 1997 à Peter Pühringer (de) par sa fondation privée et qui installe l'Institut pour la recherche stratégique sur le marché des capitaux qu'il a fondé.
Le nouveau propriétaire rénove le palais dans un état très délabré de 2000 à 2003. Aujourd'hui, près des entreprises de Pühringer, se trouvent dans le palais Coburg un hôtel de luxe et deux restaurants. Les négociations sur le programme nucléaire de l'Iran avec les ministres des Affaires étrangères des pays ayant un pouvoir de veto au Conseil de sécurité des Nations unies et de l'Allemagne ont lieu dans le palais. Le 14 juillet 2015, l'accord de Vienne sur le nucléaire iranien est conclu.

## Source, notes et références
1. ↑  (de) Gianluca Wallisch et Teresa Eder, « Wiener Atomgespräche mit dem Iran vorerst gescheitert », Der Standard,‎ 25 novembre 2014 (lire en ligne)

- (de) Cet article est partiellement ou en totalité issu de l’article de Wikipédia en allemand intitulé « Palais Coburg » (voir la liste des auteurs).